# Прапор Яремче
Прапор міста Яремче — один з офіційних символів Яремче наряду з гербом, являє собою трьохбарвне прямокутне полотнище, синьо-жовто-зеленого кольору.

## Опис
Верхня частина прапора являє собою трикутник синього кольору. Нижня — жовте полотнище з долученими до нього з лівого боку трьома зеленими трикутниками. Поєднання синього та жовтого кольорів символізує приналежність міста до української Держави, а лінія з'єднання що стрімко здійнята вгору, уособлює собою схил найвищої точки України — Говерли.
Три, розташовані вертикально один під одним на жовтому фоні зелені трикутники, нагадують смереку, символізуючи собою вічнозелені Карпати.